# Herbert Janssen
Herbert Janssen (Colonia, Alemania, 22 de septiembre de 1892 – Nueva York, 3 de junio de 1965) fue un bajo-barítono alemán nacionalizado estadounidense.
Estudió leyes y sirvió en la Primera Guerra Mundial. Debutó en 1922 en la Staatsoper Berlín donde fue parte del elenco hasta 1938 obteniendo gran éxito en roles de Wagner, Verdi y el repertorio francés. 
En 1938, y debido al régimen nazi, abandonó Alemania y partió hacia Buenos Aires, a instancias de Arturo Toscanini, que lo solicitó para su Fidelio en Salzburgo en 1944. Luego se estableció en Estados Unidos cantando en Filadelfia y el Metropolitan Opera de Nueva York entre 1939 y 1952. Fue muy requerido en las compañías de ópera norteamericanas.
Entre 1937 y 1948 cantó regularmente el Teatro Colón de Buenos Aires, anteriormente fue estrella en Covent Garden (1926 - 1939) y en el Festival de Bayreuth (1930 - 1937) donde luego de una representación fue invitado a cenar con Adolf Hitler. Janssen respondió, "Puedo cantar para él, pero no sentarme a su mesa", lo que le valió la enemistad y la censura de los nazis. Janssen tuvo que huir esa noche y su mujer fue interrogada por los nazis. Después del interrogatorio, ella también huyó a Buenos Aires, gracias a Toscanini
Ideal como cantante wagneriano fue muy apreciado como Kurwenal, Wolfram, Amfortas, Gunther, Telramund, Kothner, Donner, Heerrufer. 
Sus tardías apariciones como Wotan y Hans Sachs no fueron tan exitosas porque su registro pertenecía en realidad al de barítono y no bajo-barítono.